# Rioaveso (Cospeito)
Rioaveso (llamada oficialmente Santalla de Rioaveso) es una parroquia española del municipio de Cospeito, en la provincia de Lugo, Galicia.

## Otras denominaciones
La parroquia también es conocida por el nombre de Santa Eulalia de Rioaveso.

## Organización territorial
La parroquia está formada por veintidós entidades de población, constando dieciséis de ellas  en el nomenclátor del Instituto Nacional de Estadística español:

### Entidades de población
Entidades de población que forman parte de la parroquia:
- A Pumarega
- Boucillao
- Cando (O Cando)
- Escourido
- Espiñeira (A Espiñeira)
- Fontevella (A Fontevella)
- Fraga Redonda
- Fragaoscura (Fraga Escura)
- Granda Vella*
- Granda Vella de Abaixo
- Granda Vella de Arriba
- Ladelo (O Ladelo)
- Lagoa de Abaixo
- Lagoa de Arriba
- Meixuz
- Pé de Bispo
- Piñeiro de Abaixo
- Queimosas
- Teixoeiras (As Teixoeiras)
- Tenencia (A Tenencia)

### Despoblados
Despoblados que forman parte de la parroquia:
- Infesta
- Regotraveso

## Demografía
| Gráfica de evolución demográfica de Rioaveso entre 2000 y 2019 |
|                                                                |
| Datos según el nomenclátor publicado por el INE.               |